# Les Crozets
Les Crozets – miejscowość i gmina we Francji, w regionie Burgundia-Franche-Comté, w departamencie Jura.
Według danych na rok 1990 gminę zamieszkiwało 188 osób, a gęstość zaludnienia wynosiła 25 osób/km² (wśród 1786 gmin Franche-Comté Les Crozets plasuje się na 557. miejscu pod względem liczby ludności, natomiast pod względem powierzchni na miejscu 604.).